# Mayingita
La mayingita és un mineral de la classe dels sulfurs, que pertany al grup de la cobaltita. Rep el nom de la localitat de Maying, a la República Popular de la Xina, la seva localitat tipus.

## Característiques
La mayingita és un sulfur de fórmula química IrBiTe. Es tracta d'una espècie aprovada per l'Associació Mineralògica Internacional, i publicada per primera vegada el 1995. Cristal·litza en el sistema isomètric. La seva duresa a l'escala de Mohs és 4.
Segons la classificació de Nickel-Strunz, la mayingita pertany a «02.EA: Sulfurs metàl·lics, M:S = 1:2, amb Fe, Co, Ni, PGE, etc.» juntament amb els següents minerals: aurostibita, bambollaïta, cattierita, erlichmanita, fukuchilita, geversita, hauerita, insizwaïta, krutaïta, laurita, penroseïta, pirita, sperrylita, trogtalita, vaesita, villamaninita, dzharkenita, gaotaiïta, al·loclasita, costibita, ferroselita, frohbergita, glaucodot, kullerudita, marcassita, mattagamita, paracostibita, pararammelsbergita, oenita, anduoïta, clinosafflorita, löllingita, nisbita, omeiïta, paxita, rammelsbergita, safflorita, seinäjokita, arsenopirita, gudmundita, osarsita, ruarsita, cobaltita, gersdorffita, hol·lingworthita, irarsita, jol·liffeïta, krutovita, maslovita, michenerita, padmaïta, platarsita, testibiopal·ladita, tolovkita, ullmannita, wil·lyamita, changchengita, hollingsworthita, kalungaïta, milotaïta, urvantsevita i reniïta.

## Formació i jaciments
Va ser descoberta a Maying, a la vall del riu Luan (Hebei, República Popular de la Xina), i ha estat trobada també en altres dos indrets molt propers, tractant-se dels únics indrets a tot el planeta on ha estat descrita aquesta espècie mineral.